# Dipilto
Dipilto es un municipio del departamento de Nueva Segovia en la República de Nicaragua.

## Geografía
Dipilto se encuentra ubicado a una distancia de 12 kilómetros de la ciudad de Ocotal, y a 239 kilómetros de la capital de Managua.
- Altitud: 893 m s. n. m.
- Superficie: 104.9 km²
- Latitud: 13° 43′ 0″ N
- Longitud: 86° 30′ 0″ O.

### Límites
Al norte con la República de Honduras, al sur con el municipio de Ocotal, al este con el municipio de Mozonte y al oeste con el municipio de Macuelizo.

### Ubicación
Presenta terrenos ondulados, especialmente provechosos para la agricultura por las corrientes acuíferas; presenta elevaciones topográficas desde los 200 - 1700 m s. n. m.

## Historia
Dipilto fue fundada en 1839 por personas de Honduras que huían de los disturbios en ese país. En Dipilto, encontraron plata y abrieron una mina de plata. En 1844, una de las minas más productivas fue destruida por una corriente de agua. La población se asentó por primera vez en lo que hoy es Dipilto Viejo, antes de que el asentamiento se trasladara a su ubicación actual. En 1851, se construyó una iglesia en el municipio, financiada por el estado.
Dipilto fue duramente golpeado por el huracán Mitch en 1998, cuando el caudal de agua en varios de los profundos barrancos de los cursos de agua estaba más de 10 metros por encima de lo normal.

## Demografía
Dipilto tiene una población actual de 7,238 habitantes. De la población total, el 50.3% son hombres y el 49.7% son mujeres. Casi el 14.1% de la población vive en la zona urbana.

## Organización territorial
El municipio esta organizado en cuatro microrregiones.

## Economía
Su principal actividad económica es la producción de café, banano, frijol y maíz. Se caracteriza por la celebración anual (el último viernes de octubre) de la feria del plátano, involucrandóse en dicha actividad la mayoría de los habitantes del municipio.

## Sitios de interés

### Santuario nacional
Cerca del casco urbano y a la ribera del río Dipilto se erige el Santuario Nacional "Virgen de la Piedra". En el lugar hay un pozo con agua considerada milagrosa en donde los creyentes llenan recipientes para llevarla para sus enfermos. 
En 1947, los pobladores padecían de una peste de llagas (se supone que era lepra de montaña) con calenturas, sudor y delirio, fue entonces que monseñor Nicolás Antonio Madrigal convocó a los creyentes católicos para que en procesión llevaran una imagen de la Virgen de Guadalupe que fue empotrada en la roca más grande a orillas del río. A partir de este hecho, la peste declinó y desde entonces esta advocación mariana es la patrona del municipio y celebrada cada 12 de diciembre.
Los primeros domingos del mes hacen peregrinación los devotos católicos.

### Mirador Cruz de la Fe
Desde el Mirador "Cruz de la Fe" se tiene una vista panorámica del pueblo en un ambiente lleno de frescor.